# Castillo de Vianden
El Castillo de Vianden (en luxemburgués: Veianer Schlass), ubicado en la comuna y villa de Vianden en el norte de Luxemburgo, es uno de los castillos más grandes del oeste del río Rin. Data del siglo IV y se usó originalmente como un puesto de avanzada romano.

## Ubicación
Asentado sobre un promontorio rocoso, el castillo se alza a una altura de 310 metros, dominando la ciudad de Vianden. El castillo y sus edificios dependientes tienen una longitud total de 90 metros.

## Historia
La primera estructura fue construida en el año 275 en un camino de la calzada romana Gran-Remis-Colonia. Fue utilizado como refugio de la ciudad contra los ataques hasta que en el 430 o 440, el fuerte fue abandonado. El castillo de Vianden fue construido en el sitio de un antiguo castellum romano. El sótano podría haber sido un refugio del Imperio carolingio. Históricamente, el primer conde de Vianden se menciona en 1090. El castillo siguió siendo la sede de los influyentes condes de Vianden hasta principios del siglo XV. Aproximadamente en el año 1000, se construyó el primer castillo medieval de piedra en la tierra y contenía una torre de vigilancia con un muro ovalado circundante como defensa. Una excavación en 1994 permitió desenterrar la Torre de la Antigüedad tardía del período merovingio, fue datada mediante el análisis de los andamios de madera encontrados en el lugar. Esta es la única estructura conocida que existe desde el primer castillo medieval en el sitio.
Alrededor del 1100, se construyó el primer castillo residencial con un torreón cuadrado, así como una cocina, una capilla y habitaciones residenciales, lo que indica que allí vivía una familia aristocrática en ese momento. Durante la primera mitad del siglo XII, se añadieron una nueva torre residencial más grande que la anterior y una prestigiosa capilla decagonal mientras se ampliaba el palacio. La planta decagonal de la capilla data de 1170 (también gracias a los andamios de madera del lugar). En este momento, los elementos arquitectónicos también se agregaron al salón para darle carácter. Se construyó una gran galería que conectaba el salón y la capilla. A principios del siglo XIII, un nuevo palacio de dos plantas de 10 a 13 metros se construyó con una gran galería que la conectaba con la capilla. El segundo nivel de la Capilla tuvo cierta influencia del estilo románico, y gracias a las cornisas y andamios de madera encontrados, las remodelaciones pueden ser datadas del año 1196. Se agregó una planta octogonal para la torre para completar la fila de estructuras. Estas influencias románicas fueron financiadas por Federico III. Estas adiciones muestran cómo los condes de Vianden buscaban rivalizar con la Casa de Luxemburgo. El último gran cambio tuvo lugar a mediados del siglo XIII cuando se adaptó todo el castillo para reflejar el estilo gótico.
Finalmente, en 1621, el Príncipe Mauricio de Orange-Nassau-Vianden construyó la Mansión Nassau con su salón de banquetes y dormitorio con estilo renacentista en sustitución de un ala lateral dañada del torreón del siglo XI.
Durante el siglo XVI, el castillo fue más o menos abandonado por los condes de Vianden que habían ganado el título adicional de la Casa de Nassau-Orange después de que Elisabeth, la nieta de Enrique II de Vianden, hubiera heredado el condado de Vianden junto con su castillo. Esto inició la larga asociación entre Vianden y la Casa de Nassau. En 1564, el príncipe Guillermo de Orange, conde de Nassau y de Vianden, se interesó inicialmente en Vianden, donde construyó el primer alto horno en Luxemburgo, pero se fue en 1566 para liderar la revuelta holandesa contra el rey Felipe II de España. Como resultado, Felipe confiscó el castillo y se lo confirió a Peter Ernst von Mansfeld, el gobernador de Luxemburgo. En 1417 murió el último descendiente de Vianden y con él cayó toda la importancia del castillo. El castillo se utilizó como almacén y dejó de albergar celebraciones de los nobles. Las estructuras exteriores de la propiedad fueron demolidas por medios agrícolas y artesanos.
En 1820, el rey Guillermo I vendió el castillo a Wenzel Coster, un regidor, por 3200 florines. Coster comenzó a demoler el edificio, vendiendo pieza por pieza las tejas del techo, los revestimientos de madera, las puertas y las ventanas. Incluso se vendieron las vigas del techo y las canaletas de cobre y plomo. El castillo acabó en ruinas después de esto.

## Restauración

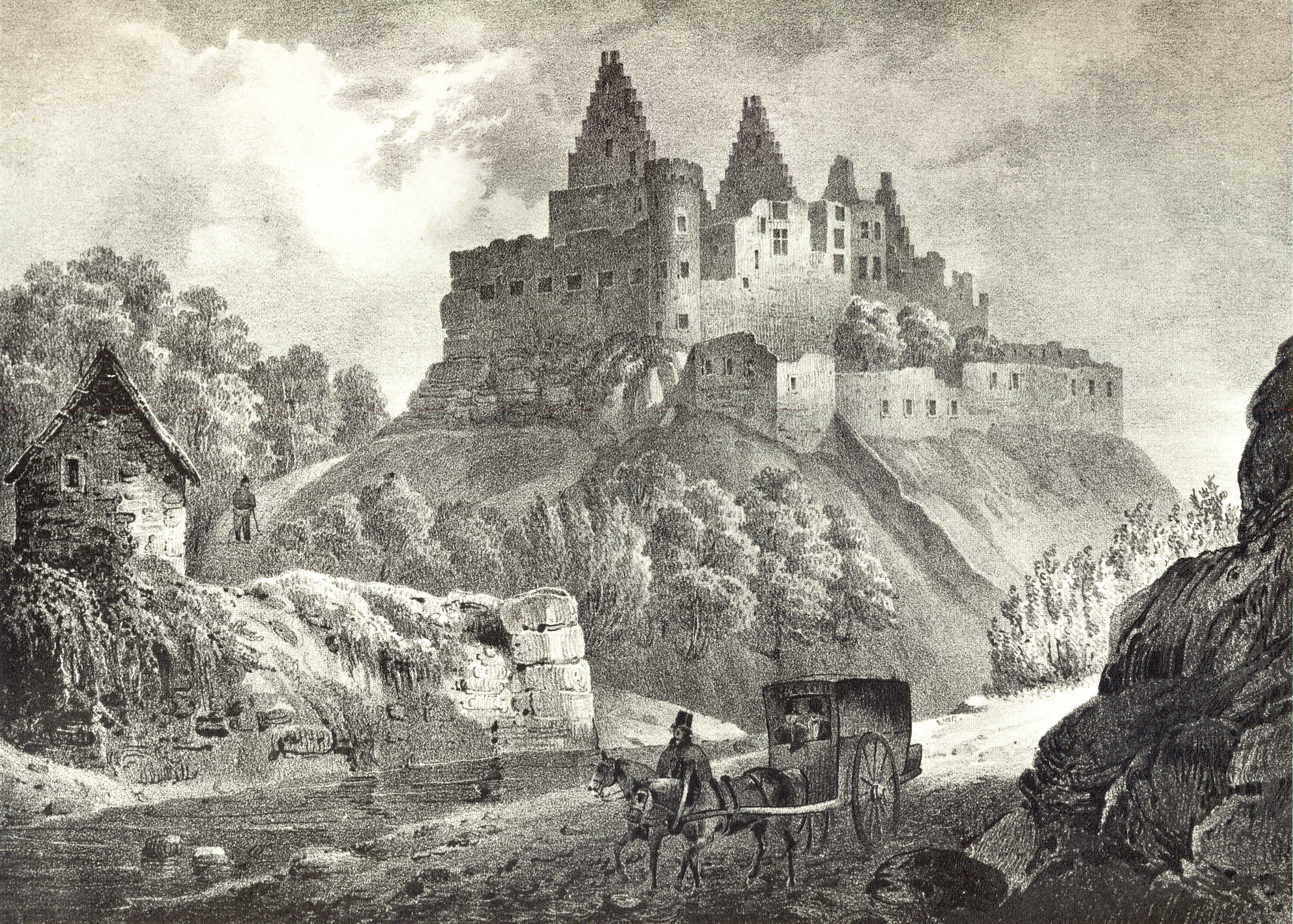
Ruinas del castillo de Vianden, dibujo de Nicolas Liez (1834)

Tal fue la indignación de sus súbditos por el maltrato del castillo que en 1827 el rey, él mismo conde de Vianden, recompró las ruinas por 1.100 florines con la esperanza de comenzar los trabajos de restauración. Desafortunadamente se vio envuelto con la Revolución belga de 1830 y no fue hasta 1851 que Enrique de los Países Bajos reconstruyó la capilla a sus expensas, dándole un techo más bajo. Cuando Adolfo de Nassau-Weilbourg se convirtió en Gran Duque de Luxemburgo en 1890, encargó a Bobo Ebhardt, un especialista alemán, una mayor restauración. Aunque Ebhardt logró hacer importantes progresos, su trabajo se vio interrumpido por la Primera Guerra Mundial.
Durante la Segunda Guerra Mundial, en la Batalla de Vianden que tuvo lugar el 19 de noviembre de 1944, el castillo fue defendido hábilmente contra las Waffen-SS por miembros de la Resistencia de Luxemburgo contra la ocupación nazi, y demostró tener algún valor militar incluso bajo condiciones de guerra moderna.
No fue hasta 1962 que se volvió a considerar la restauración, lo que resultó en la reconstrucción de la armería. El progreso adicional se vio obstaculizado por cuestiones sobre la propiedad del castillo. Solo después de que Juan de Luxemburgo cediera el castillo al Estado en 1977, continuaron las obras. En 1978, la atención se centró en la reconstrucción de las paredes, los hastiales y el techo. En 1979, la capilla también recibió un nuevo techo y se restauró para reflejar su aspecto gótico original, que se había perdido durante el incendio de 1667 causado por un rayo. La torre blanca también fue reforzada y rematada con un techo cónico. Finalmente, después de que la mansión de Nassau se restaurara por completo en 1981-1982, se hicieron esfuerzos para renovar el interior de la manera más auténtica posible. El Salón de Armas tiene unos 70 pies de largo y está revestido con armaduras, alabardas y picas. La Galería Bizantina mide aproximadamente 90 pies por 30 pies de largo con 10 ventanas con tréboles. Se utilizaba para practicar tiro con arco en interiores. El salón de banquetes incluye una chimenea que data de 1450 y está adornada con el escudo de armas y el escudo de armas de la familia de Nassau/von Lootz. Todas las restauraciones se completaron en 1990.

## El castillo actualmente
El castillo está abierto a los visitantes durante todo el año de 10 de la mañana a 4 de la tarde todos los días. En marzo y octubre se amplía el horario de cierre hasta las 5 de la tarde y en los meses de verano hasta las 6 de la tarde. También se ofrecen visitas guiadas.

## Galería

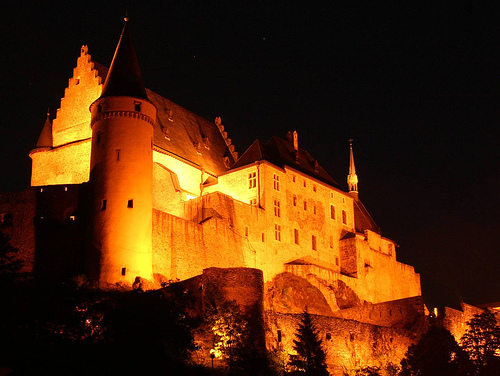
El castillo de noche.
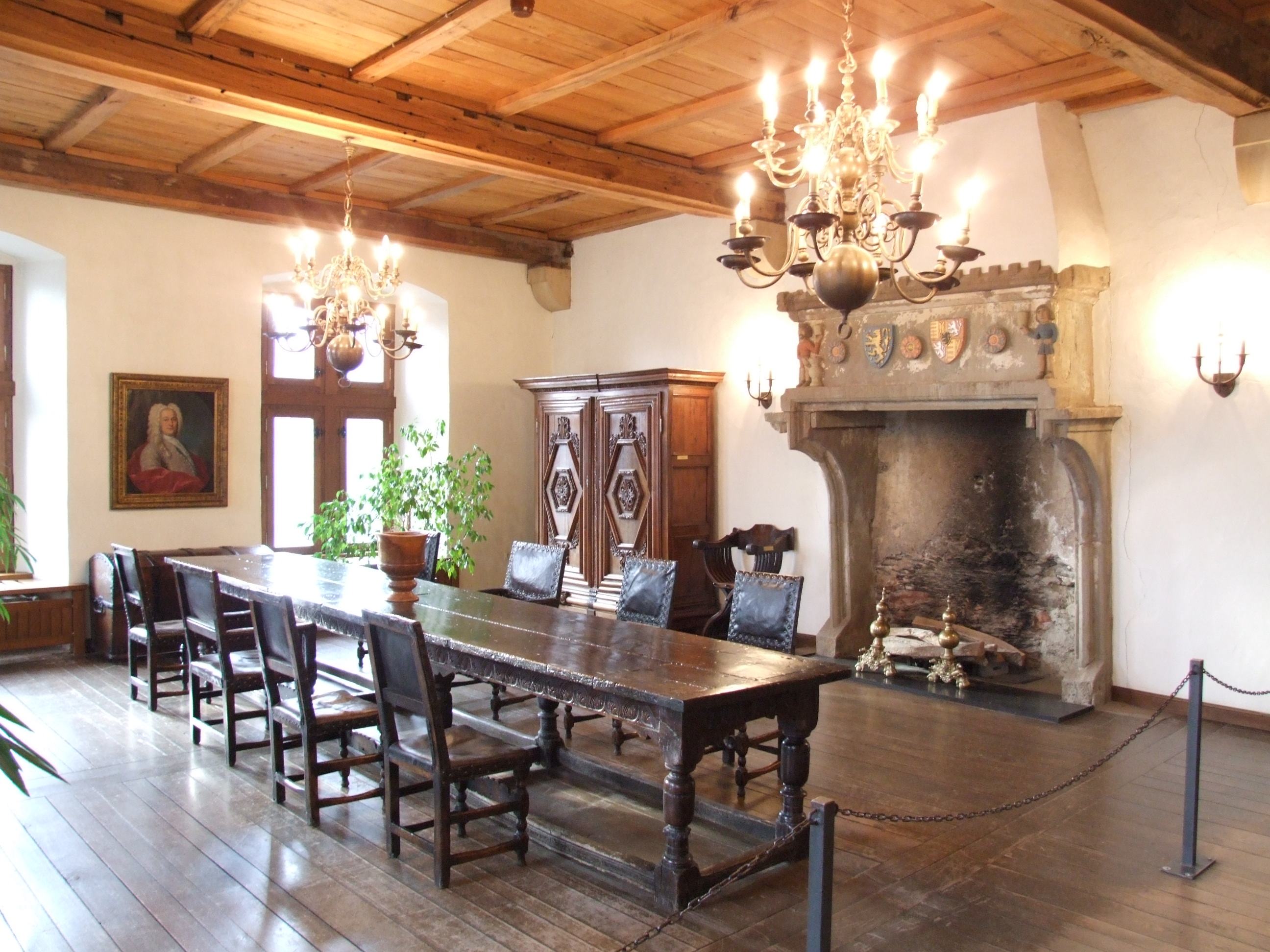
El comedor renacentista.
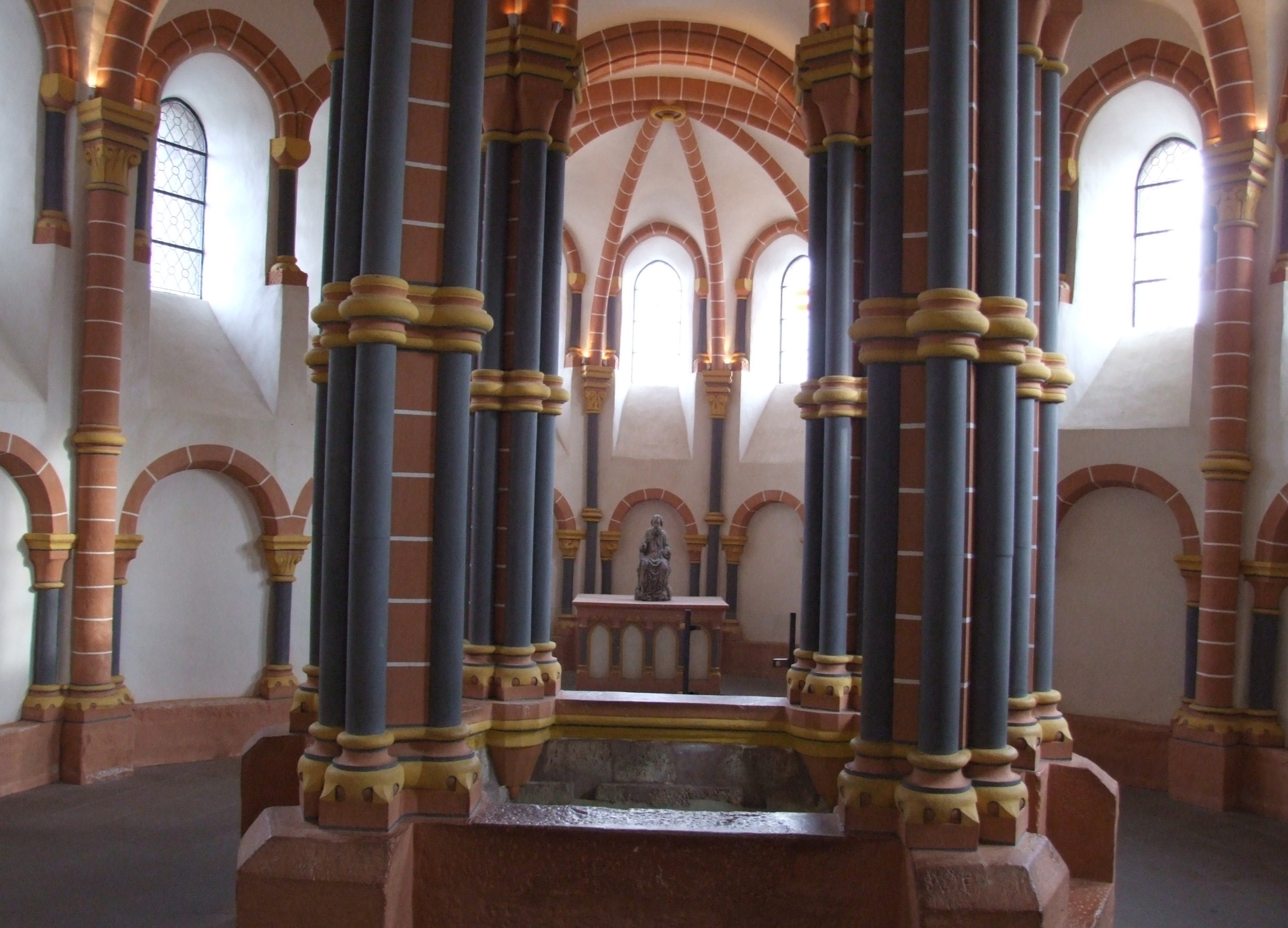
La capilla.
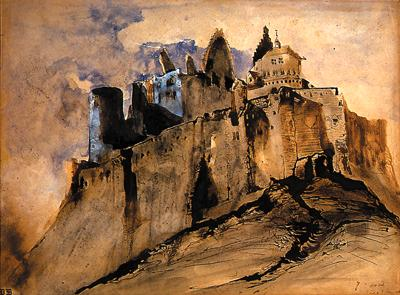
Victor Hugo: Ruinas del Castillo de Vianden (1871)
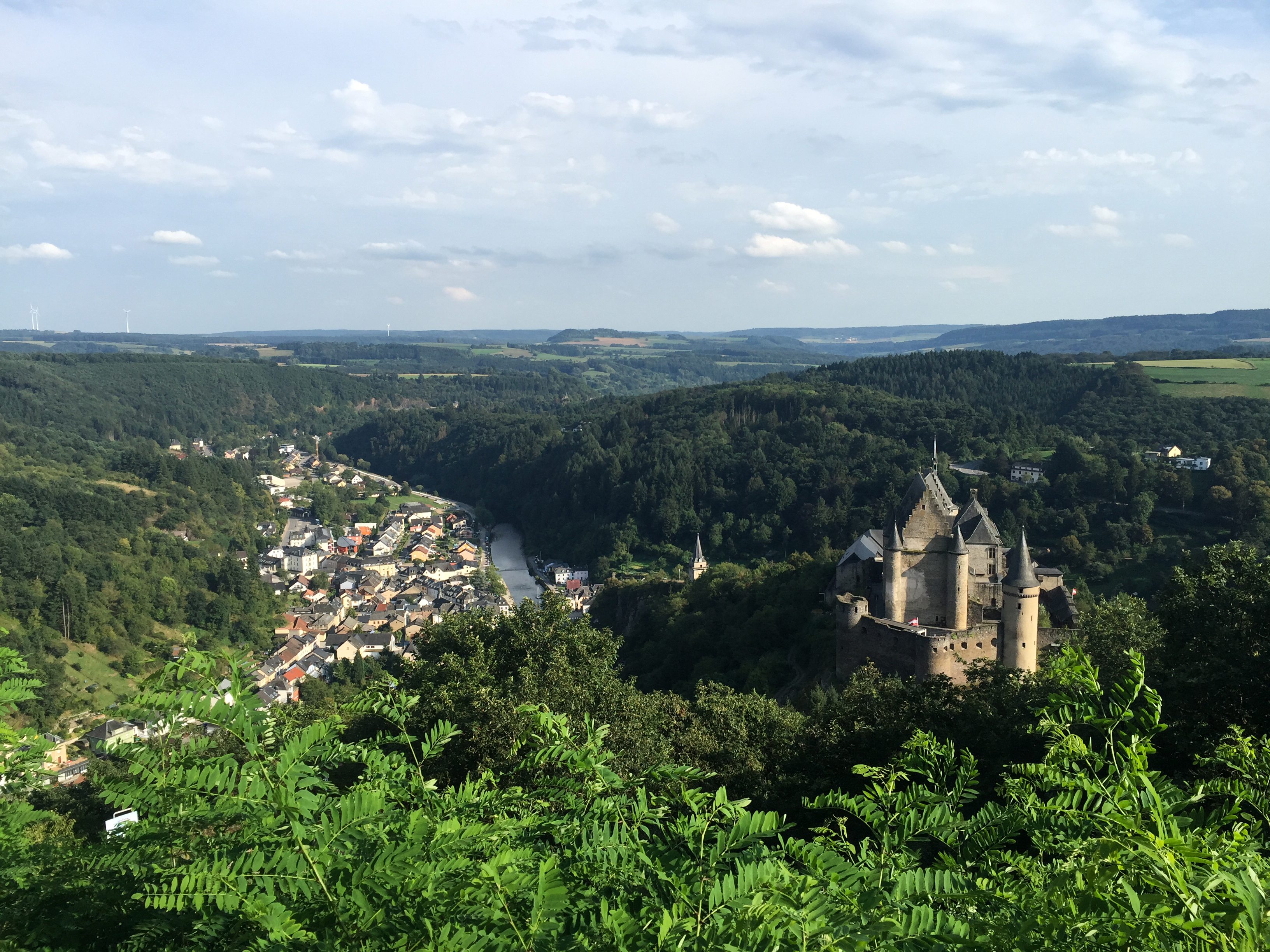
Vista de la ciudad de Vianden y el castillo.